# 却西·洛藏益西格勒嘉措
却西·洛藏益西格勒嘉措（藏語：བློ་བཟང་ཡི་ཤེས་དགེ་ལེགས་རྒྱ་མཚོ，威利转写：blo bzang ye shes dge legs rgya mtsho；2003年1月24日—）藏族，青海省海南藏族自治州贵德县尕让乡亦什扎村夸乃亥自然村人，第五世却西活佛。

## 生平
他于壬午年十二月二十二日（2003年1月24日）生于贵德县尕让乡亦什扎村夸乃亥自然村。丁亥年二月（2007年 3月23日）在塔尔寺大金瓦殿（宗喀巴诞生之地菩提塔前）举行仪式，认定为第四世却西活佛的转世灵童。戊子年九月二十二日佛祖天降节（ 2008年10月20日）在塔尔寺举行坐床典礼。